# Карл Хенайз
Карл Гордън Хе́найз (на английски: Karl Gordon Henize) e американски астроном и астронавт на НАСА, участвал в космически полет.

## Биография
Роден е на 17 октомври 1926 година в Синсинати, щата Охайо, САЩ. Израства в малка млекопреработвателна ферма близо до Синсинати. Любимите герои от детинството му са Бък Роджърс (герой от романа „Армагедон 2419“ на Филип Франсис Ноулан) и сър Едмънд Хилъри, първият човек, който изкачва връх Еверест.
Завършва гимназия в Плейнвил, Охайо. През 1947 г. получава бакалавърска степен по математика, а през 1948 г. – магистърска степен по астрономия от Университета на Вирджиния. През 1954 г., вече доктор по астрономия, е назначен в Университета на Мичиган, където става доцент и после професор по астрономия.
При опит за изкачване на Еверест (8848 м) получава белодробен оток в преден (над базовия) лагер на надморска височина 6705 метра в Хималаите, развива бързо височинна болест и умира на 5 октомври 1993 година.

## Служба в НАСА
Карл Хенайз е избран за астронавт от НАСА на 4 август 1967 г., Астронавтска група № 6. Първо преминава 53-седмичен курс на обучение по управление на реактивен самолет. След завършване на общия курс е включен в поддържащия екипаж на „Аполо 15“. След приключване на лунната програма получава назначения в поддържащите екипажи на мисиите „Скайлаб-2“, „Скайлаб-3“ и „Скайлаб-4“. Взема участие в космически полет, има 188 часа в Космоса.
Космически полет
| Космически полет на Карл Гордън Хенайз                            | Космически полет на Карл Гордън Хенайз | Космически полет на Карл Гордън Хенайз | Космически полет на Карл Гордън Хенайз | Космически полет на Карл Гордън Хенайз | Космически полет на Карл Гордън Хенайз | Космически полет на Карл Гордън Хенайз |
| №                                                                 | Дата                                   | КК                                     | Емблема на мисията                     | Функции                                | Продължителност                        |                                        |
| ----------------------------------------------------------------- | -------------------------------------- | -------------------------------------- | -------------------------------------- | -------------------------------------- | -------------------------------------- | -------------------------------------- |
| 1                                                                 | 29 юли 1985                            | „Чалънджър“, мисия STS-51F             |                                        | Специалист на мисията                  | 7 денонощия 22 часа 46 мин 21 сек.     |                                        |
| Сумарно време в космоса – 7 денонощия 22 часа 46 минути и 21 сек. |                                        |                                        |                                        |                                        |                                        |                                        |

## Награди
- 1968 – мемориал „Робърт Гордън“ за научни постижения
- 1971, 1974, 1975, 1978 – награда на НАСА за групови научни постижения
- 1974 – медал на НАСА за изключителни научни постижения
- 1985 – медал на НАСА за участие в космически полет